# Anna Krylova
Anna Anatol'evna Kuropatkina, coniugata Krylova (in russo Анна Анатольевна Куропаткина-Крылова?; Kamensk-Šachtinskij, 3 ottobre 1985), è un'ex triplista russa.

## Biografia
Attiva in campo atletico nazionale dai primi anni Duemila, Krylova ha esordito internazionalmente nel 2007 finendo ai piedi del podio agli Europei under 23 in Ungheria. A livello seniores ha preso parte a due finali consecutive mondiali outdoor e indoor nel 2011 e nel 2012.

Dopo lo scandalo di doping di Stato in Russia, Krylova è ritornata nel 2018 sulla platea internazionale tra le file degli Atleti Neutrali Autorizzati.

## Palmarès
| Anno                                                | Manifestazione  | Sede       | Evento       | Risultato | Prestazione | Note |
| --------------------------------------------------- | --------------- | ---------- | ------------ | --------- | ----------- | ---- |
| In rappresentanza della Russia                      |                 |            |              |           |             |      |
| 2007                                                | Europei U23     | Debrecen   | Salto triplo | 4ª        | 13,92 m     |      |
| 2007                                                | Universiadi     | Bangkok    | Salto triplo | 8ª        | 13,59 m     |      |
| 2011                                                | Mondiali        | Taegu      | Salto triplo | 7ª        | 14,23 m     |      |
| 2012                                                | Mondiali indoor | Istanbul   | Salto triplo | 6ª        | 14,21 m     |      |
| In rappresentanza degli Atleti Neutrali Autorizzati |                 |            |              |           |             |      |
| 2018                                                | Mondiali indoor | Birmingham | Salto triplo | 15ª       | 13,75 m     |      |
| 2018                                                | Europei         | Berlino    | Salto triplo | 27ª (q)   | 13,05 m     |      |